# ضراس العليا (السياني)
ضراس العليا هي إحدى قرى عزلة نخلان بمديرية السياني التابعة لمحافظة إب، بلغ تعداد سكانها 529 نسمة حسب تعداد اليمن لعام 2004.